# Avigliana
Avigliana is een gemeente in de Italiaanse provincie Turijn (regio Piëmont) en telt 11.791 inwoners (31-12-2004). De oppervlakte bedraagt 23,3 km², de bevolkingsdichtheid is 506 inwoners per km².
De volgende frazioni maken deel uit van de gemeente: Drubiaglio, Milanere, Mortera, Bertassi.

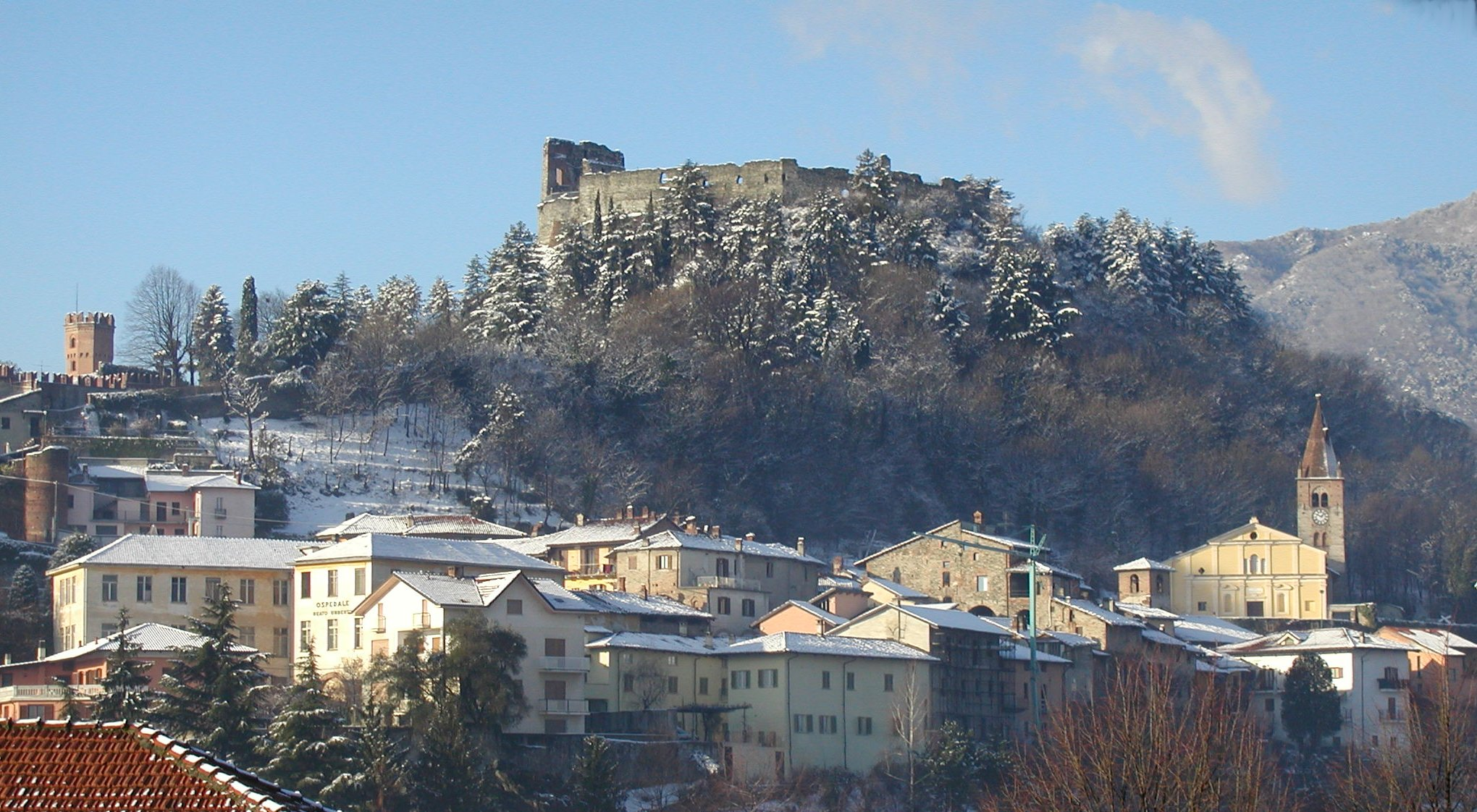
Het kasteel van Avigliana

## Demografie
Avigliana telt ongeveer 4960 huishoudens. Het aantal inwoners steeg in de periode 1991-2001 met 10,3% volgens cijfers uit de tienjaarlijkse volkstellingen van ISTAT.
| Jaar | Inwoneraantal |
| ---- | ------------- |
| 1991 | 10.032        |
| 2001 | 11.070        |

## Geografie
De gemeente ligt op ongeveer 383 m boven zeeniveau.
Avigliana grenst aan de volgende gemeenten: Villar Dora, Almese, Caselette, Sant'Ambrogio di Torino, Valgioie, Buttigliera Alta, Giaveno, Reano, Trana.

## Overleden
- Giovanni Valetti (1913-1998), wielrenner